# Baudoin de Corbeil
 (mai 2019).
Baudoin de Corbeil, ou Baudouin dit de Beauvais, descendant de la famille Le Riche[réf. nécessaire], épouse Eustachie, fille de Ferry de Châtillon et de Comtesse, fondatrice de l'abbaye Notre-Dame d'Yerres (elle se remaria avec Jean d'Étampes, fils de Payen, avec qui elle vivait en 1140).
De leur union naquirent :
- Baudoin de Corbeil, surnommé du Donjon, chevalier de Thibaut, évêque de Paris, en 1142. Il épouse Aveline, fille de Jean d'Étampes (deuxième époux d'Eustachie de Corbeil) ;
- Regnaud († 1208), marié à Agnès ;
- Ferry († 1174) ;
- Baudoin de Corbeil († 1226), sieur d'Hierre, épouse Amicie, fille de Valéran III, sieur de Breteuil, et d'Alix de Dreux (elle se remarie au Gautier de Reynel († 1226), sieur de Resnel en 1219) ;
- Guillaume de Corbeil (1120 - 1209), archevêque de Bourges ;
- Pierre de Corbeil († 1222) ;
- Guy de Corbeil, dit du Donjon, qualifié dans un titre de 1217 d'oncle de Robert de Courtenay,  Père de Ferry et Guillaume, qui vivaient en 1222 ;
- Eustachie, mariée à Renaud, sieur de Courtenay et de Montargis, avant 1147.

En 1111, il fut présent, avec son frère Ferry, à la donation d'Eustachie, vicomtesse de Corbeil, à l'abbaye du Jard.

## Généalogie
```
Ferry de Corbeil
, surnommé de Beauvais

Baudoin de Corbeil
, dit de Beauvais
x : Eustachie de Châtillon, fille de Ferry de Châtillon et de Comtesse.
│
├──> Baudoin de Corbeil, dit Baudoin du Donjon
│
├──> Regnaud de Corbeil 
│     x : Agnès
│     │
│     └──> Jean de Corbeil, sieur de Bondonfle
│           x 
1174
 : Carcassonne
│
├──> Ferry
│     x
│     │
│     └──> Ferry Jean du Donjon (jura le 
traité de paix
 (
28 mai 1258
) fait entre 
Saint Louis
 et 
Henri 
III
 d'Angleterre
, avec 
Jean
, sieur du Mez, 
maréchal de France
)
│
├──> Baudoin de Corbeil (
†
 
1226
), sieur d'
Hierre
 (fit le voyage de la Terre-Sainte en 
1204
)
│     x : Amicie, fille de 
Valéran 
III
 de 
Breteuil
 et d'
Alix de Dreux
 
│     │
│     └──> Jean Ferry du Donjon
│           x : Clémence (donna à l'
Abbaye d'Yerres
 des droits de mouture dans le moulin du Pont
[
2
]
)
│
├──> 
Guillaume de Corbeil
, 
archevêque de Bourges

│
├──> Pierre de Corbeil
│
├──> Guy de Corbeil, dit Guy du Donjon
│     │
│     ├──> Ferry du Donjon
│     │
│     └──> Guillaume du Donjon
│
└──> Eustachie de Corbeil
      x 
Renaud de Courtenay

      │
      ├──> 
Isabeau de Courtenay

      │     x : 
Pierre de France

      │  
Voir généalogie des Capétiens 
branche de Courtenay

      │             
      │     ├──> 
Pierre de Courtenay
, empereur de Constantinople
      │     │
      │     ├──> 
Robert de Courtenay

      │     │     x : Mahaut de Meun
      │     │     │
      │     │     ├──> Guillaume de Courtenay
      │     │           x Marguerite de Bourgogne
      │     │           │
      │     │           ├──> 
Robert de Courtenay

      │     │
      │     ├──> Eustachie de Courtenay, comtesse de Sancerre
      │
      └──> Heluide de Courtenay
            x : Galon de Seligny
            │
            ├──> Daimbert, sieur de Seligny
            │
            └──> Ferry, sieur de Cadot           
```